# 약물 알레르기
약물 알레르기 또는 약물 알러지(drug allergy)는 우리 몸의 면역 시스템이 특정 약물에 대하여 일으키는 알레르기 반응으로, 약물 과민반응 중 면역학적 기전에 의한 반응이다. 알레르기 반응이 의심된다면 즉시 의학적인 주의를 기울여야 한다.
알레르기 반응은 물질에 처음으로 노출되었을 때는 발생하지 않는다. 첫 번째 노출 때에 체내에서 항원에 대한 항체와 기억 림프구를 만들게 되고, 같은 물질에 두 번째 노출되었을 때 알레르기 반응이 생길 수 있다. 그러나 약물들은 염료 등 아주 많은 물질을 포함하고 있어, 해당 약물을 첫 번째 복용하였어도 알레르기 반응이 공통된 물질에 의해 유발될 수 있다. 가령 빨간색 염료에 대한 알레르기가 만들어진 환자는 빨간색 염료가 들어간 다른 약물에 노출되어도 알레르기 반응이 나타날 수 있다.
약물 알레르기는 약물 불내성과 다르다. 약물 불내성은 경증인 경우가 많으며, 면역계로 인한 반응이 아니다. 또한 불내성은 알레르기와 달리 이전의 노출력에 영향을 받지 않는 반응이다.

## 증상과 징후
약물 알레르기 반응은 약물 부작용과 비슷할 수 있다. 증상의 일부는 다음과 같다.
- 두드러기
- 가려움
- 발진
- 발열
- 얼굴의 부종
- 단기간에 기도가 수축되거나, 장기간 폐 조직에 손상이 가해지며 발생할 수 있는 호흡곤란
- 생명을 위협할 정도로 심각한 약물 반응은 아나필락시스 및 상술한 대부분의 증상과 저혈압을 동반한다.
- 드문 약물 유발성 반응인 호산구성 심근염으로 인한 흉통, 호흡곤란, 피로감, 심계항진, 현기증, 실신 등 심혈관계 증상

## 원인
항뇌전증제, 항생제, 항레트로바이러스제, 비스테로이드성 항염증제, 전신과 국소마취제 등은 다른 약물들보다 약물 반응의 비율이 높다고 알려져 있다.

### 위험 인자
약물 알레르기의 위험 인자는 약물 그 자체로 인한 것과 환자의 특성으로 인한 것으로 나눌 수 있다. 약물로 인한 위험 인자에는 투여 용량, 투여 경로, 치료 기간, 반복적인 노출 등이 있다. 환자의 위험 인자로는 연령, 성별, 아토피, 특정한 유전적 다형성, 여러 가지 관련이 없는 약물들에 알레르기 반응을 일으킬 수 있는 선천적인 소인, 동반 질환 등이 있다.
후천성면역결핍증후군이나 낭성 섬유증과 같은 면역학적 질환이 있는 환자, 엡스타인-바 바이러스(EBV)나 거대세포바이러스(CMV), 인간 헤르페스바이러스 6(HHV6)에 감염된 환자는 약물 알레르기 반응이 더 잘 발생할 수 있다. 이러한 경우 T세포 자극의 역치가 낮아진다.

## 기전
약물 알레르기가 일어나는 기전에는 IgE 매개형과 비매개형이 있다. IgE 매개형 반응에서는 약물이 알레르겐으로서 IgE 항체에 결합한다. IgE는 비만세포나 호염기구에 붙어 있어 알레르겐이 결합하면 IgE의 교차결합이 일어나고, 그로 인해 세포의 활성화와 이미 만들어졌거나 새로 만들어진 매개 인자들의 분비가 일어난다.
대부분은 약물은 자체적으로는 반응을 일으키지는 않으나, 합텐을 형성하여 반응한다.

### 종류
약물 알레르기는 즉시형 반응(immediate reaction)과 지연형 반응(delayed reduction)으로 나뉜다. 즉시형 반응은 투여 후 1시간 안에 발생하며 IgE가 매개하는 반응이다. 반면 지연형 반응은 반응이 나타나는 시간이 투여 후 수 시간에서 수 주까지 걸리며, T세포가 매개하는 반응이다.

## 관리
약물 알레르기의 관리에서는 원인이 되는 약물을 피하거나 투여를 중단하는 것이 중요하다. 치료는 대증치료가 주가 된다. 피부의 두드러기나 가려움증을 완화시키기 위해 국소 코르티코스테로이드나 경구용 항히스타민제를 사용할 수 있다. 가벼운 피부 반응은 항히스타민제만으로도 치료할 수 있다. 그러나 항히스타민제는 이미 비만세포에서 방출되어 활성화된 히스타민을 길항할 수 없다. 중증의 약물 알레르기에서는 전신 코르티코스테로이드를 사용할 수 있다. 코르티코스테로이드는 유전자 조절을 통해 작용하므로 작용하는 데에 걸리는 시간이 45분 이상 걸린다. 만일 아나필락시스가 발생하였다면 에피네프린을 근육 주사로 사용해야 한다. 만일 환자가 약물에 알레르기가 있지만 적절한 대안이 없다면, 약물을 아주 저용량으로 느리게 투여하여 약물의 알레르기에 대한 내성을 유도하는 탈감작을 시행할 수 있다.

## 같이 보기
- 내성 (약물)